# Abu l-Atahiya
Abu l-Atahiya (arabisch أبو العتاهية; geboren 748 in Kufa oder Ain al-Tamur; gestorben 825 oder 826 in Bagdad) war der erste arabische Dichter, der sich von der traditionellen vorislamischen Beduinendichtung lossagte und eine einfachere und freiere Volkssprache verwendete.

## Leben
Abu l-Atahiya entstammt einer Familie von mawlās, armen Nichtarabern, die Handel mit dem Stamm der Anaiza trieben. Die Armut der Familie hinderte Abu l-Atahiya daran, eine schulische Ausbildung zu erhalten, was seinen originellen und unkonventionellen Poesiestil erklären könnte. In seinen frühen Jahren in Kufa begann er mit dem Schreiben von Ghaselen, die ihn später bekannt machten und die Gunst des abbasidischen Kalifen Hārūn ar-Raschīd einbrachten. Abu l-Atahiyas Ruhm beruhte jedoch auf den Askesegedichten seiner späteren Jahre, den zuhdiyat, die 1071 vom andalusischen Gelehrten Ibn ʿAbd al-Barr gesammelt wurden. Die zuhdiyat behandeln die Gleichheit von Armen und Reichen vor dem Angesicht des Todes, sie fanden eine begeisterte Anhängerschaft beim gemeinen Volk, waren aber auch am Hofe beliebt und wurden häufig vertont.